# جون باير
جون باير (بالإنجليزية: John Baer)‏ هو ممثل أمريكي، ولد في 6 يونيو 1923 في يورك في الولايات المتحدة، وتوفي في 7 يناير 2006 في كاليفورنيا في الولايات المتحدة.

## أعمال

### أفلام
- (1955) نحن لسنا ملائكة

## وصلات خارجية
- جون باير على موقع IMDb (الإنجليزية)
- جون باير على موقع أول موفي (الإنجليزية)
- جون باير على موقع قاعدة بيانات الفيلم (الإنجليزية)